# Jonotropni glutamatni receptor
Postoje tri klase jonotropnih glutamatnih receptora: NMDA receptor, AMPA receptor i kainatni receptor. Oni su kritični za sinaptičku plastičnost. Sposobnost sinapsi da modifikuju svoju sinaptičku jačinu u odgovoru na aktivaciju ligandom je fundamentalna osobina nervnog sistema i jedna od esencijalnih komponenti učenja i memorije.
U mnogim sinapsama mozga, tranzijentna aktivacija NMDA receptora dovodi do perzistentne promene jačine sinaptičke transmisije posredovane AMPA receptorima. Kainatni receptori mogu da deluju kao inicijatori dugotrajnih promena sinaptičke transmisije.
Jonotropini glutamatni receptor sadrže četiri transmembranska regiona.

## Ljudski proteini koji sadrže ovaj domen
-{GRIA1; GRIA2; GRIA3; GRIA4; GRID1; GRID2; GRIK1; GRIK2; 
GRIK3; GRIK4; GRIK5; GRIN1; GRIN2A; GRIN2B; GRIN2C; GRIN2D; 
GRIN3A; GRIN3B; NR2A;
}-